# Zacharzowice
Zacharzowice (niem. Sacharsowitz) – wieś sołecka w Polsce, położona w województwie śląskim, w powiecie gliwickim, w gminie Wielowieś.
W latach 1975–1998 wieś administracyjnie należała do województwa katowickiego.

## Nazwa
Heinrich Adamy zalicza nazwę miejscowości do grupy nazw patronomicznych, która pochodzi od biblijnego imienia Zachariasz i wywodzi się od założyciela lub właściciela wsi o tym imieniu. W swoim dziele o nazwach miejscowości na Śląsku wydanym w 1888 roku we Wrocławiu wymienia jako najstarszą zanotowaną nazwę miejscowości Sacharsowice podając jej znaczenie "Dorf des Zacharias" czyli po polsku "Wieś Zachariasza".
W alfabetycznym spisie miejscowości na terenie Śląska wydanym w 1830 roku we Wrocławiu przez Johanna Knie wieś występuje pod obecnie używaną, polską nazwą Zacharzowice oraz nazwą zgermanizowaną - Zacharzowitz. Ze względu na polskie pochodzenie w 1936 roku nazistowska administracja III Rzeszy zmieniła nazwę na nową, całkowicie niemiecką - Maiwald

## Integralne części wsi
| SIMC    | Nazwa   | Rodzaj    |
| ------- | ------- | --------- |
| 0223645 | Kolonia | część wsi |

Ponadto mieszkańcy wsi wyróżniają jeszcze przysiółki Gogol i Pustkowie

## Historia
Wieś odnotowana w dokumentach z 1305 r. W połowie XVIII wieku osada była przez krótki okres w posiadaniu rodziny von Wrochem.

## Zabytki
We wsi znajduje się drewniany kościół filialny pw. Św. Wawrzyńca z XVI wieku. Orientowany, konstrukcji zrębowej. We wnętrzu tryptyk gotycki z XVI wieku, pozostałe wyposażenie i polichromia na stropie z XVIII wieku. Kościół leży na Szlaku Architektury Drewnianej województwa śląskiego.

## Turystyka
Przez wieś przebiega szlak turystyczny:
- - Szlak Okrężny Wokół Gliwic
- - Szlak Zacharzowicki